# Slowenische Badmintonmeisterschaft 2025
Die Slowenische Badmintonmeisterschaft 2025 fand vom 1. bis zum 2. Februar 2025 in Ljubljana statt.

## Medaillengewinner
| Disziplin    | Gold                        | Silber                   | Bronze                         |
| ------------ | --------------------------- | ------------------------ | ------------------------------ |
| Herreneinzel | Mark Koroša                 | Luka Wraber              | Miha Ivančič                   |
| Herreneinzel | Mark Koroša                 | Luka Wraber              | Tadej Jelenc                   |
| Dameneinzel  | Anja Blazina                | Zoja Novak               | Nika Bedič                     |
| Dameneinzel  | Anja Blazina                | Zoja Novak               | Kara Zorman                    |
| Herrendoppel | Miha Ivančič Rok Jerčinovič | Gal Bizjak Maj Poboljšaj | Martin Cerkovnik Gašper Krivec |
| Herrendoppel | Miha Ivančič Rok Jerčinovič | Gal Bizjak Maj Poboljšaj | Aljaž Ferk Mark Koroša         |
| Damendoppel  | Špela Alič Petra Polanc     | Anja Jordan Kim Matovič  | Nika Bedič Tija Horvat         |
| Damendoppel  | Špela Alič Petra Polanc     | Anja Jordan Kim Matovič  | Zoja Novak Zala Žuran          |
| Mixed        | Miha Ivančič Petra Polanc   | Gal Bizjak Kim Matovič   | Maj Poboljšaj Anja Jordan      |
| Mixed        | Miha Ivančič Petra Polanc   | Gal Bizjak Kim Matovič   | Tadej Jelenc Ariana Korent     |